# Delphinium micranthum
Delphinium micranthum är en ranunkelväxtart som beskrevs av Pierre Edmond Boissier och Hohen.. Delphinium micranthum ingår i släktet storriddarsporrar, och familjen ranunkelväxter. Inga underarter finns listade i Catalogue of Life.